# Naseobina Babanovci
Naseobina Babanovci je naseljeno mjesto u sastavu općine Prnjavor, Republika Srpska, BiH.

## Stanovništvo
| Naseobina Babanovci |              |              |              |
| godina popisa       | 1991.        | 1981.        | 1971.        |
| Srbi                | 227 (44,86%) | 155 (36,47%) | 57 (18,21%)  |
| Muslimani           | 101 (19,96%) | 108 (25,41%) | 61 (19,48%)  |
| Hrvati              | 53 (10,47%)  | 61 (14,35%)  | 59 (18,84%)  |
| Jugoslaveni         | 26 (5,13%)   | 8 (1,88%)    | 0            |
| ostali i nepoznato  | 99 (19,56%)  | 93 (21,88%)  | 136 (43,45%) |
| ukupno              | 506          | 425          | 313          |